# Ambassadeur des États-Unis en Russie
L'ambassadeur des États-Unis en Russie (en anglais United States Ambassador to Russia et en russe Посол Соединëнных Штатов в России) permet la représentation des États-Unis d'Amérique auprès de l'Empire russe, de l'Union des républiques socialistes soviétiques (URSS) puis de la fédération de Russie. La fonction existe depuis 1780.
L'ambassadeur des États-Unis, résidant à la Spaso House depuis 1933 avec l'établissement des relations diplomatiques avec l'URSS, est nommé par le président des États-Unis après un vote de confirmation du Sénat, comme tous les diplomates responsables d'ambassades américaines.
Le titulaire actuel de la fonction est Lynne Tracy, ambassadrice, en poste depuis janvier 2023,.

## Liste des ambassadeurs des États-Unis

### Auprès de l'Empire russe
- Francis Dana (1780-1783)
- William Short (1808)
- John Quincy Adams (1809-1814)
- James A. Bayard (1815)
- William Pinkney (1816-1818)
- George W. Campbell (1818-1820)
- Henry Middleton (1820-1830)
- John Randolph of Roanoke (1830)
- James Buchanan (1832-1833)
- Mahlon Dickerson (1834)
- William Wilkins (1834-1835)
- John Randolph Clay (1836-1837)
- George M. Dallas (1837-1839)
- Churchill C. Cambreleng (1840-1841)
- Charles Stewart Todd (1841-1846)
- Ralph Isaacs Ingersoll (1846-1848)
- Arthur P. Bagby (1848-1849)
- Neill S. Brown (1850-1853)
- Thomas H. Seymour (1853-1858)
- Francis Wilkinson Pickens (1858-1860)
- John Appleton (1860-1861)
- Cassius Marcellus Clay (1861-1862)
- Simon Cameron (1862)
- Cassius Marcellus Clay (1863-1869)
- Andrew Gregg Curtin (1869-1872)
- James Lawrence Orr (1872-1873)
- Marshall Jewell (1873-1874)
- George Henry Boker (1875-1878)
- Edwin W. Stoughton (1878-1879)
- John W. Foster (1880-1881)
- William H. Hunt (1882-1884)
- Alphonso Taft (1884-1885)
- George V. N. Lothrop (1885-1888)
- Lambert Tree (1888-1889)
- C. Allen Thorndike Rice (1889)[3]
- Charles Emory Smith (1890-1892)
- Andrew Dickson White (1892-1894)
- Clifton R. Breckinridge (1894-1897)
- Ethan A. Hitchcock (1897-1899)
- Charlemagne Tower (1899-1902)
- Robert Sanderson McCormick (1902-1905)
- George von Lengerke Meyer (1905-1907)
- John W. Riddle (1907-1909)
- William Woodville Rockhill (1909-1911)
- Curtis Guild (1911-1913)
- George T. Marye (1914-1916)
- David Rowland Francis (1916-1917)

### Auprès de l'URSS
- William C. Bullitt (1933-1936)
- Joseph E. Davies (1936-1938)
- Laurence Steinhardt (1939-1941)
- William Harrison Standley (1942-1943)
- W. Averell Harriman (1943-1946)
- Walter Bedell Smith (1946-1948)
- Alan G. Kirk (1949-1951)
- George F. Kennan (1952)
- Charles E. Bohlen (1953-1957)
- Llewellyn E. Thompson (1957-1962)
- Foy D. Kohler (1962-1966)
- Llewellyn E. Thompson (1966-1969)
- Jacob D. Beam (1969-1973)
- Walter John Stoessel (1973-1976)
- Malcolm Toon (1976-1979)
- Thomas Watson, Junior (1979-1981)
- Arthur A. Hartman (1981-1987)
- Jack F. Matlock (1987-1991)
- Robert Schwarz Strauss (1991-1992)

### Auprès de la fédération de Russie
- Thomas R. Pickering (1993-1996)
- James Franklin Collins (1996-2001)
- Alexander Vershbow (2001-2005)
- William Joseph Burns (2005-2008)
- John Beyrle (2008-2012)
- Michael McFaul (2012-2014)
- John F. Tefft (2014-2017)
- Jon Huntsman, Jr. (2017-2019)
- John J. Sullivan (2020-2022)
- Lynne Tracy (depuis 2023)